# 广东省委港澳城市工作委员会
中共广东省委港澳城市工作委员会（简称港澳城工委），是1978年前中国共产党负责管理在香港地下党组织的机构，机构设在广州，对外称广东省委组织部四处。文革期间对外机构名为广东省革委会政工组第一办公室，1973年四月则改名广东省委第一办公室。与半公开的港澳工委不同，主要负责工运战线（工人）和教育战线（教师学生），采取单线联系的工作方式，不与港澳工委产生横向联系。1978年5月国务院港澳办公室成立，广东省委不再领导港澳工作，港澳城工委撤销，工作关系移交港澳工委，香港地下党的工作先后由李启新及毛钧年作为港澳工委常委负责。
曾任领导有黄施民，陈能兴，李国霖，郑辉，张振南，马士荣，刘汝民等。